# Cortinarius danili
Cortinarius danili är en svampart som beskrevs av Rob. Henry 1943. Cortinarius danili ingår i släktet Cortinarius och familjen spindlingar.   Inga underarter finns listade i Catalogue of Life.